# Reinhard Blomert
Reinhard Blomert (* 1951 in Rheine),  Soziologe, Hochschullehrer, bis 2018 Chefredakteur von Leviathan – Berliner Zeitschrift für Sozialwissenschaft.

## Leben
Nach seinem Abitur am Theodor-Heuss-Gymnasium Heilbronn studierte Blomert Soziologie, Volkswirtschaftslehre und Jura in Heidelberg und Berlin. Er lehrte an mehreren deutschen Universitäten und bekleidete Gastprofessuren in Graz und Paris. Seine Forschungsschwerpunkte liegen im Bereich Zivilisationstheorie und Wirtschafts- und Gesellschaftsgeschichte. Er ist u. a. Mitglied der Studiengruppe Zivilisation und Gesellschaft, des Vereins für Sozialpolitik und der Keynes-Gesellschaft.
In seiner Dissertation untersuchte er die theoretischen Bezüge zur Psychoanalyse im Werk von Norbert Elias. In seiner Habilitationsschrift zeigte er das Werden von Norbert Elias im Umfeld des Heidelberger Instituts für Staats- und Sozialwissenschaften (InSoSta) in den 1920er Jahren.
2003 erschien von ihm eine Untersuchung über die Dotcom-Blase Die Habgierigen. Firmenpiraten, Börsenmanipulation: Kapitalismus außer Kontrolle, in der Blomert die Geschichte des Umschlags vom relativ egalitären rheinischen Kapitalismus zum Finanzkapitalismus mit seiner wachsenden Ungleichheit am Beispiel des Marktes für Internetfirmen deutet. 
2007 veröffentlichte er eine Biographie von John Maynard Keynes.
Blomert war von 2007 bis 2018 Redakteur der sozialwissenschaftlichen Zeitschrift Leviathan – Berliner Zeitschrift für Sozialwissenschaft. Er ist Gastwissenschaftler am Wissenschaftszentrum Berlin für Sozialforschung.
Im Jahr 2012 publizierte Blomert in der Anderen Bibliothek das Buch Adam Smiths Reise nach Frankreich oder die Entstehung der Nationalökonomie, in dem er Adam Smith aus seiner Zeit heraus erklärt und auf dem Hintergrund von Smiths zweijähriger Reise durch Frankreich einer Reihe von weit verbreiteten Missdeutungen auf den Grund geht. So beschreibt er, wie Smith als Mitglied der europäischen höfischen Gesellschaft seine Studenten hohe ethische Standards lehrte, und zwar mit Hilfe der Figur des „inneren Richters“, der egoistisches Handeln verhindert und die gesellschaftliche Akzeptanz und Legitimierbarkeit einfordert. Es ist laut Blomert ein Vorgriff auf das Freudsche Über-Ich, dessen historisches Erscheinen schon Norbert Elias in der Zeit der höfischen Gesellschaft beobachtet hatte. 

## Schriften (Auswahl)
Monografien
- Psyche und Zivilisation: zur theoretischen Konstruktion bei Norbert Elias. 2. Aufl., Münster: Lit, 1991, ISBN 3-88660-431-4
- Intellektuelle im Aufbruch. Karl Mannheim, Alfred Weber, Norbert Elias und die Heidelberger Sozialwissenschaften der Zwischenkriegszeit. Carl Hanser Verlag, München 1999, ISBN 3446197567
- Die Habgierigen. Firmenpiraten, Börsenmanipulationen: Kapitalismus außer Kontrolle. Antje Kunstmann Verlag, München 2003, ISBN 3888973287
- John Maynard Keynes. Reinbek bei Hamburg: Rowohlt-Taschenbuch-Verlag, 2007 (Rowohlts Monographien), ISBN 978-3-499-50451-8.
- Adam Smiths Reise nach Frankreich oder die Entstehung der Nationalökonomie. Die Andere Bibliothek (begründet von Hans Magnus Enzensberger), Aufbau Verlag Berlin, 2012, ISBN 978-3-8477-0335-8.

Artikel und Buchbeiträge
- Die Subprime-Krise oder: Wie aus der Immobilienkrise eine handfeste Wirtschaftskrise wurde. In: Stephan A. Jansen, Eckhard Schröter, Nico Stehr: Mehrwertiger Kapitalismus. Reihe Schriften der Zeppelin-Universität, VS Verlag, Wiesbaden 2008, S. 129–147
- Über die Zivilisierung kapitalistischer Aristokratien. In: Sighard Neckel (Hrsg.): Kapitalistischer Realismus, Campus Verlag Frankfurt am Main, 2010, S. 117–137
- Räuber unter sich. In: Cicero. Magazin für politische Kultur, September 2010, S. 101–105
- Schulden und Schuldige. Deutsche Krisendeutungen (zum Thema Eurokrise). In: WZB-Mitteilungen 137, Sept. 2012, S. 21–24
- Warum gibt es keine Weltzentralbank? Keynes' Überlegungen zu einem Weltwährungssystem. In: agora 42, Ausgabe 01/2014, S. 58–63
- Adam Smith – der Philosoph, der die Ökonomie erfand. In: agora 42, Ausgabe 02/2013, S. 40–47
- Die gefährdete Demokratie. In: Blätter für deutsche und internationale Politik, „das große Zeitungssterben“, 1/13, S. 97–100
- Gentlemen, Geschäftsleute und innere Richter: Das Rätsel um das Menschenbild bei Adam Smith. In: Adam Smith@300, Schriften des Vereins für Sozialpolitik Bd. 115, Studien zur Entwicklung der ökonomischen Theorie XLII, hg. v. Rainer Klump, Duncker & Humblot, Berlin 2024, S. 128–154

## Belege
1. ↑  Dr. Reinhard Blomert: Ausführlicher Lebenslauf. In: WZB. Wissenschaftszentrum Berlin (Webseite). Zuletzt abgerufen am 21. Februar 2023.

| Personendaten    | Personendaten       |
| ---------------- | ------------------- |
| NAME             | Blomert, Reinhard   |
| KURZBESCHREIBUNG | deutscher Soziologe |
| GEBURTSDATUM     | 1951                |
| GEBURTSORT       | Rheine              |